# Mitch Callahan
Mitchell „Mitch“ Callahan (* 17. August 1991 in Whittier, Kalifornien) ist ein US-amerikanischer Eishockeyspieler, der im Verlauf seiner aktiven Karriere zwischen 2008 und 2021 unter anderem 540 Spiele in der American Hockey League (AHL) auf der Position des Verteidigers bestritten hat. Darüber hinaus absolvierte Callahan fünf Partien für die Detroit Red Wings in der National Hockey League (NHL) und war eine Spielzeit für die Augsburger Panther in der Deutschen Eishockey Liga (DEL) aktiv.

## Karriere

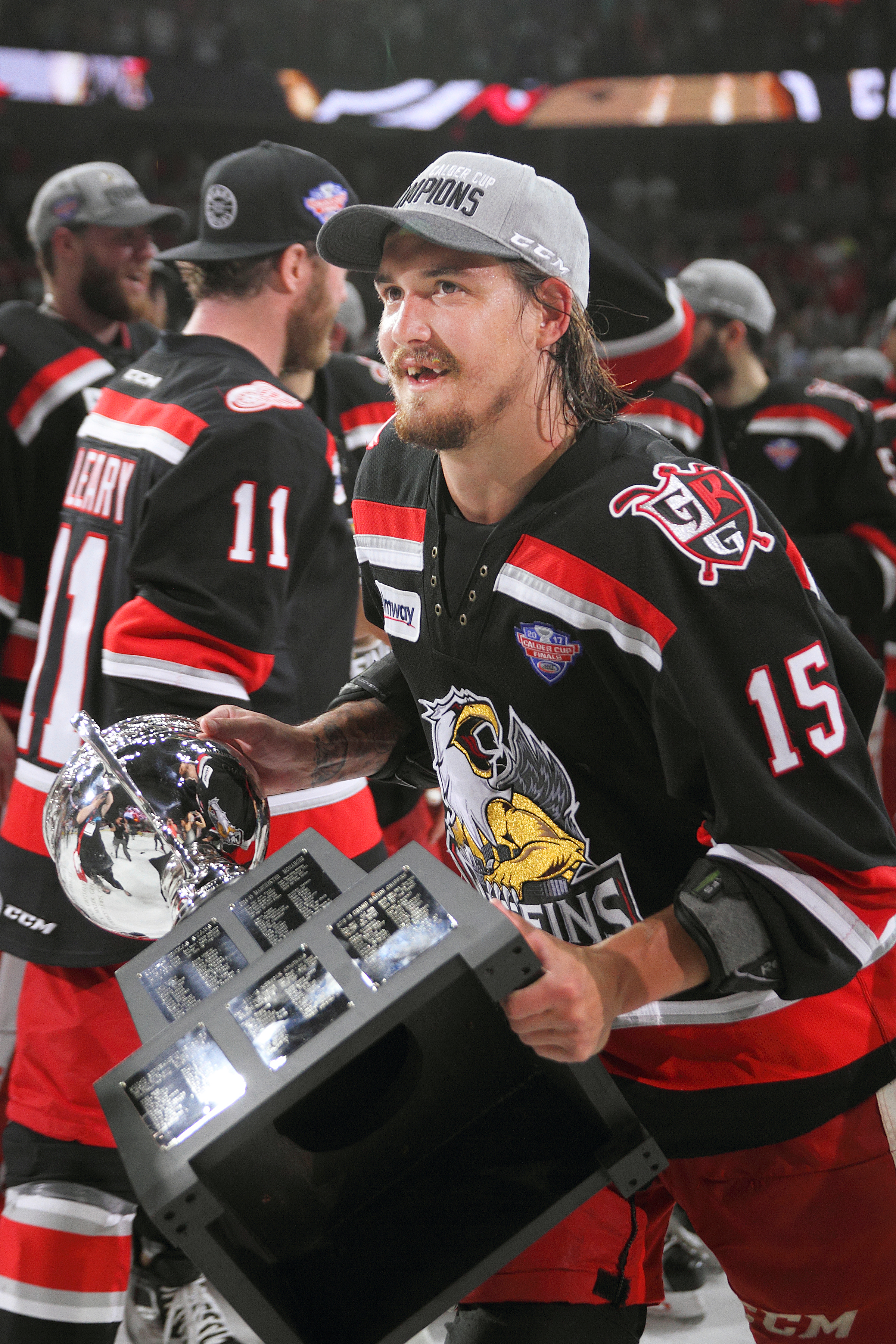
Callahan mit dem Calder Cup (2017)

Callahan, der im US-Bundesstaat Kalifornien geboren wurde und aufwuchs, spielte bis 2008 im Nachwuchsförderprogramm der Los Angeles Kings. Anschließend wechselte der Flügelstürmer zu den Kelowna Rockets aus der kanadischen Western Hockey League (WHL). Dort verbrachte er die folgenden drei Jahre und gewann mit dem Team in seiner Rookiesaison den Ed Chynoweth Cup. Im folgenden Memorial Cup verpassten die Rockets den Turniersieg knapp. Insgesamt bestritt der US-Amerikaner im Verlauf der drei Spielzeiten 248 Partien für Kelowna, sammelte dabei 147 Scorerpunkte und 510 Strafminuten.
Nachdem er bereits im NHL Entry Draft 2009 in der sechsten Runde an 180. Position von den Detroit Red Wings aus der National Hockey League (NHL) ausgewählt und im Mai 2010 unter Vertrag genommen worden war, wechselte er zur Saison 2011/12 schließlich in den Profibereich. Dort kam Callahan für Detroits Farmteam, die Grand Rapids Griffins, in der American Hockey League (AHL) zum Einsatz. Mit den Griffins gewann der Angreifer in der Spielzeit 2012/13 den Calder Cup, wozu er in 24 Playoff-Spielen elf Punkte beisteuerte. Auch die folgenden Spieljahre gehörte Callahan zum Stammkader der Griffins. Für die Red Wings kam er erstmals in der Saison 2013/14 zu einem Einsatz, dem er am Ende der Spielzeit 2016/17 vier weitere folgten. Zudem gewann der Angreifer mit den Griffins am Ende der Saison 2016/17 erneut den Calder Cup.
Nach sechs Jahren in der Organisation der Red Wings wurde Callahans Vertrag nach der Spielzeit 2016/17 nicht verlängert, sodass er sich im Juli 2017 als Free Agent den Edmonton Oilers anschloss. Dort spielte er ausschließlich im AHL-Farmteam der Oilers, den Bakersfield Condors. Im Juli 2019 verpflichteten die Augsburger Panther aus der Deutschen Eishockey Liga (DEL) den Angreifer, der damit zur Saison 2019/20 seine erste Anstellung außerhalb Nordamerikas antrat. In der durch die COVID-19-Pandemie abgebrochenen Spielzeit kam er in 25 Spielen für die Panther zum Einsatz. Nach Wiederaufnahme des Spielbetrieb bestritt der US-Amerikaner zwischen November 2020 und Januar 2021 sechs Partien für die Rødovre Mighty Bulls aus der dänischen Metal Ligaen. Im Juli 2021 beendete der fast 30-Jährige seine aktive Karriere.

### International
Für sein Heimatland spielte Callahan bei der U20-Junioren-Weltmeisterschaft 2011 im heimischen Buffalo. Dabei steuerte er in sechs Turniereinsätzen ein Tor zum Gewinn der Bronzemedaille bei.

## Erfolge und Auszeichnungen
- 2009 Ed-Chynoweth-Cup-Gewinn mit den Kelowna Rockets
- 2013 Calder-Cup-Gewinn mit den Grand Rapids Griffins
- 2017 Calder-Cup-Gewinn mit den Grand Rapids Griffins

### International
- 2011 Bronzemedaille bei der U20-Junioren-Weltmeisterschaft

## Karrierestatistik

### International
Vertrat die USA bei:
- U20-Junioren-Weltmeisterschaft 2011

(Legende zur Spielerstatistik: Sp oder GP = absolvierte Spiele; T oder G = erzielte Tore; V oder A = erzielte Assists; Pkt oder Pts = erzielte Scorerpunkte; SM oder PIM = erhaltene Strafminuten; +/− = Plus/Minus-Bilanz; PP = erzielte Überzahltore; SH = erzielte Unterzahltore; GW = erzielte Siegtore; 1 Play-downs/Relegation; Kursiv: Statistik nicht vollständig)